# Rolling Hills (condado de Los Ángeles)
Rolling Hills, fundada en 1957, es una ciudad ubicada en el condado de Los Ángeles en el estado estadounidense de California. En el año 2000 tenía una población de 1,871 habitantes y una densidad poblacional de 234.6 personas por km².

## Geografía
Rolling Hills se encuentra ubicada en las coordenadas 33°45′34″N 118°20′30″O / 33.75944, -118.34167. Según la Oficina del Censo, la ciudad tiene un área total de 23,26 km² (9 mi²), de la cual 23,26 km² (9 mi²) es tierra y 0 km² (0 mi²) (0%) es agua.

### Localidades adyacentes
El siguiente diagrama muestra a las localidades en un radio de 16 kilómetros (9,9 mi) de Rolling Hills.

## Demografía
Según la Oficina del Censo en 2007 los ingresos medios por hogar en la localidad eran de $200,000, y los ingresos medios por familia eran $200,000. Los hombres tenían unos ingresos medios de $100,000 frente a los $52,500 para las mujeres. La renta per cápita para la localidad era de $111,031. Alrededor del 6.5% de la población estaban por debajo del umbral de pobreza.